# Tuchyňa
Tuchyňa é um município da Eslováquia, situado no distrito de Ilava, na região de Trenčín. Tem 5,54 km² de área e sua população em 2018 foi estimada em 784 habitantes.

## Demografia
| Ano:        | 1994 | 2004   | 2014 | 2024    |
| ----------- | ---- | ------ | ---- | ------- |
| Broj ljudi: | 742  | 779    | 779  | 866     |
| Razlika:    |      | +4,98% | +0%  | +11,16% |

| Ano:               | 2023 | 2024   |
| ------------------ | ---- | ------ |
| Número de pessoas: | 862  | 866    |
| Diferença:         |      | +0,46% |